# Пантер Вали (Њу Џерзи)
Пантер Вали (енгл. Panther Valley) насељено је место без административног статуса у америчкој савезној држави Њу Џерзи.

## Демографија
По попису из 2010. године број становника је 3.327.
| Група             | 2000.    | 2010.         |
| Белци             | 0 (0,0%) | 2.964 (89,1%) |
| Афроамериканци    | 0 (0,0%) | 66 (2,0%)     |
| Азијати           | 0 (0,0%) | 103 (3,1%)    |
| Хиспаноамериканци | 0 (0,0%) | 147 (4,4%)    |
| Укупно            | 0        | 3.327         |